# Лунный пик
Лунный пик (англ. Selenean summit) — гора на Луне, имеющая наибольшую абсолютную (но не относительную) высоту: 10 786 м. Находится на северо-восточном краю вала кратера Энгельгардт и юго-западном краю другого кратера, на обратной стороне Луны. Несмотря на название, по внешнему виду является не пиком, а просто наивысшей точкой неровной поверхности.
Лунный пик на 1937 метров выше, чем земная гора с наибольшей абсолютной высотой (Джомолунгма, 8849 м). И хотя методики определения средней высоты Луны могут немного различаться (так как на Луне, в отличие от Земли, нет «уровня моря»), с момента открытия Лунного пика в 2010 году командой лазерного альтиметра LOLA (The Lunar Orbiter Laser Altimeter), установленного на окололунном зонде LRO, более высоких, по любой методике, точек на Луне обнаружено не было.
Гора же, имеющая на Луне наибольшую относительную высоту, то есть высоту над окружающей местностью, из имеющих официальное название (пик Гюйгенса, около 5500 м), наоборот, ниже своего земного аналога — горы Мауна-Кеа (10 203 м, большая часть которых скрыта под водой).
Примерные координаты Лунного пика — 5°24′45″ с. ш. 158°38′01″ з. д. Возможно, экстремальности высоты Лунного пика поспособствовали выбросы из сразу двух соседних с ним кратеров, в особенности из кратера Энгельгардт.
Несмотря на то, что название пика давно используется НАСА, на 2021 год в номенклатуре Международного астрономического союза оно отсутствует.

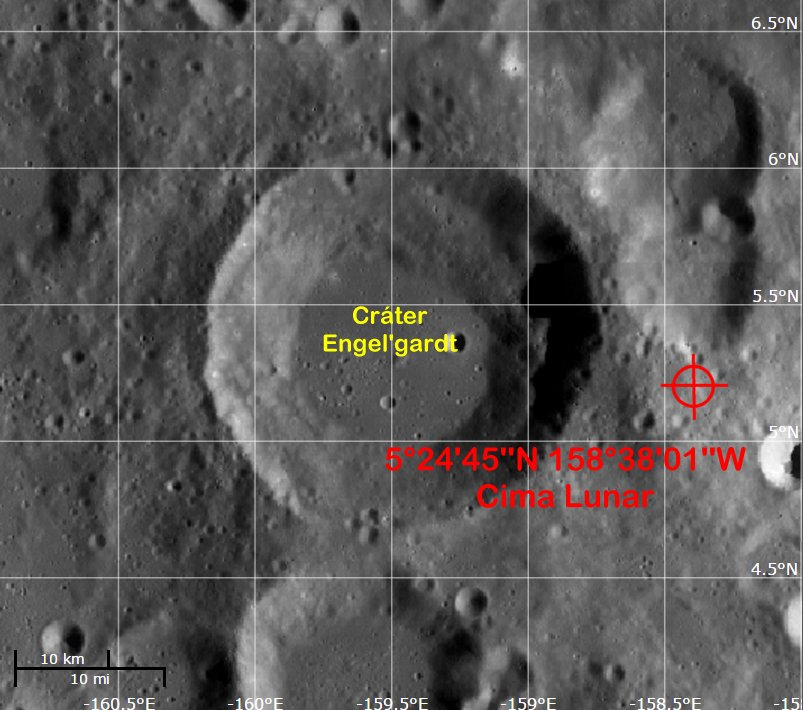
Лунный пик справа от кратера Энгельгардт

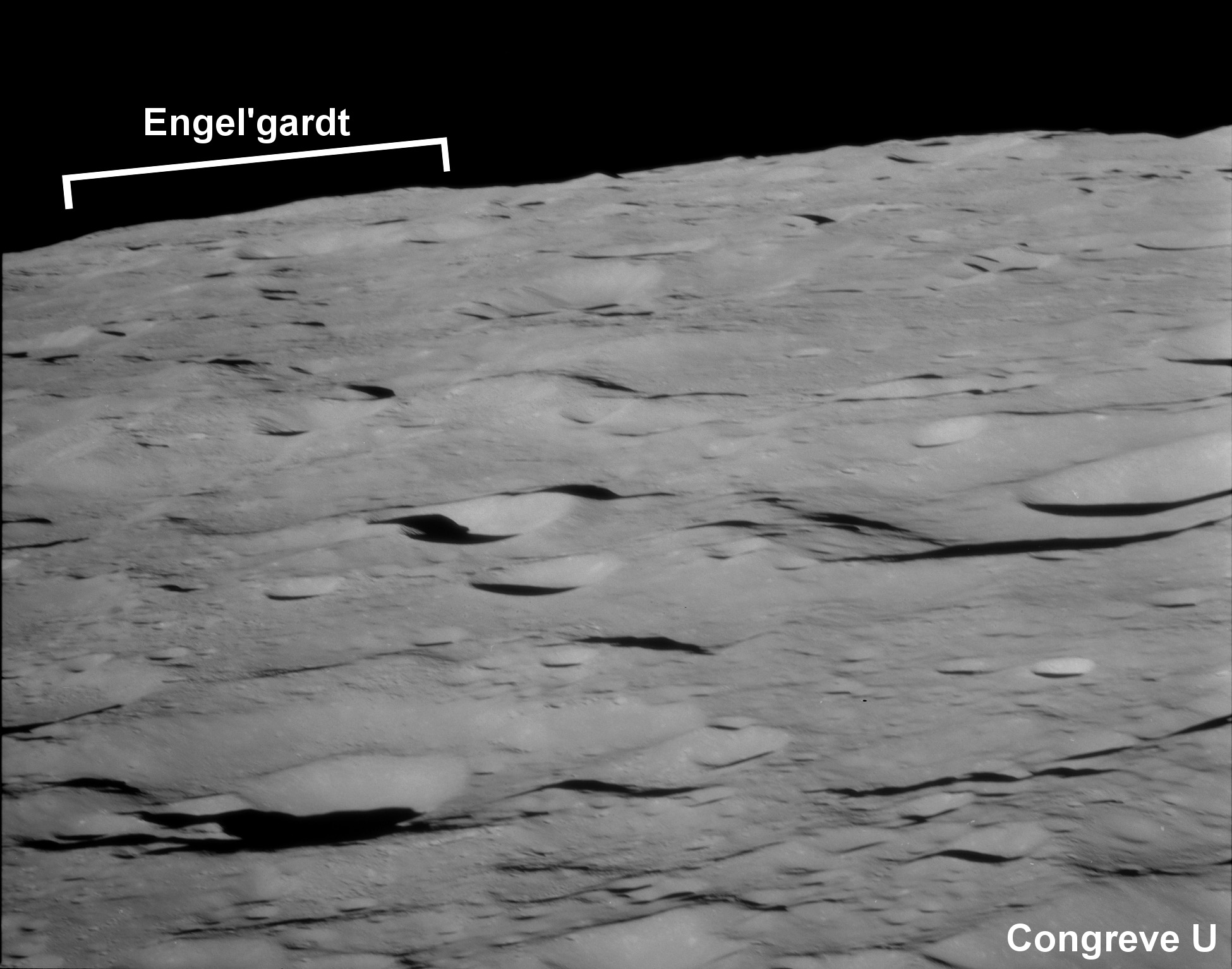
Фото кратера Энгельгардт и Лунного пика сбоку, фото с борта Аполлона 11. Из-за удалённости и кривизны поверхности пик над горизонтом не выступает